# Kammerball-Polka
Die Kammerball-Polka ist eine Polka von Johann Strauss Sohn (op. 230). Das Werk wurde am 11. Januar 1860 in der Wiener Hofburg erstmals aufgeführt.

## Einzelnachweis
1. ↑  Quelle: Englische Version des Booklets (Seite 81) in der 52 CDs umfassenden Gesamtausgabe der Orchesterwerke von Johann Strauß (Sohn), Hrsg. Naxos (Label). Das Werk ist als fünfter Titel auf der 30. CD zu hören.